# بخش دانته وادا
بخش دانته وادا (به انگلیسی: Dantewada district) یک منطقهٔ مسکونی در هند است که در Bastar Division واقع شده‌است. بخش دانته وادا ۳٬۴۱۰٫۵۰ کیلومتر مربع مساحت و ۲٬۸۳٬۴۷۹ نفر جمعیت دارد.